# کینی (هاوایی)
کینی (به انگلیسی: Keanae) یک منطقهٔ مسکونی در ایالات متحده آمریکا است که در شهرستان ماویی، هاوایی واقع شده‌است.